# 愛すべき名歌たち
『愛すべき名歌たち』（あいすべきめいかたち）は、阿久悠が1997年4月1日から1999年4月27日にかけて、『朝日新聞』夕刊芸能面に通算100回連載したコラム、また、これをもとにした岩波新書の同名の書籍。より厳密には、コラムは「阿久悠の愛すべき名歌たち』、書籍は『愛すべき名歌たち—私的歌謡曲史—』と題されていた。新聞連載修了直後、4月30日には阿久による「百回の連載を終えて」も掲載された。阿久自身の幼いころからの「心にのこる歌、記憶にのこる歌」を、時代順に100曲取り上げ、「個人史からスタートして、やがて社会史に繋がっていく書き方をした」ものである。
書籍版では、新聞連載時とは配列の異同があり、それぞれの時代における阿久の立場を反映した章節の見出しが付けられた。新聞連載時に曲名に添えられていた曲ごとの見出しは省かれている。
小谷野敦は書籍版について「軽すぎず重すぎない筆致が、作詞家としてのバランス感覚を感じさせる」と評した。
コラムで取り上げられた個々の楽曲に関する、その後の記述においては、このコラムにおける阿久の言葉への言及がしばしば見られる。

## 取り上げられた曲
| 連載 | 掲載日         | 曲名 見出し                     | 作詞                             | 作曲                           | 歌                               | 発表年 | 言及例 | 書籍版                                                   |
| ---- | -------------- | ------------------------------- | -------------------------------- | ------------------------------ | -------------------------------- | ------ | ------ | -------------------------------------------------------- |
| 1    | 1997年4月1日   | 湖畔の宿 兄の形見に戦下で泣いた | 佐藤惣之助                       | 服部良一                       | 高峰三枝子                       | 1940年 |        |                                                          |
| 2    | 1997年4月8日   | 妻恋道中 窓の外は“不良”の世界   | 藤田まさと                       | 阿部武雄                       | 上原敏                           | 1937年 |        |                                                          |
| 3    | 1997年4月15日  | 東京の花売娘 米兵は敵じゃない   | 佐々詩生                         | 上原げんと                     | 岡晴夫                           | 1946年 |        |                                                          |
| 4    | 1997年4月22日  | 港が見える丘 けだるさと蛮声と   | 東辰三                           | 東辰三                         | 平野愛子                         | 1947年 | [ 4 ]  |                                                          |
| 5    | 1997年5月6日   | 長崎物語 破られた異国情緒       | 梅木三郎                         | 佐々木俊一                     | 由利あけみ                       | 1939年 |        | 「湖畔の宿」の直後に移動                                 |
| 6    | 1997年5月13日  | 三日月娘 家出誘う妖しい歌       | 薮田義雄                         | 古関裕而                       | 藤山一郎                         | 1947年 |        |                                                          |
| 7    | 1997年5月20日  | 憧れのハワイ航路 人気を二分     | 石本美由起                       | 江口夜詩                       | 岡晴夫                           | 1948年 |        |                                                          |
| 8    | 1997年5月27日  | 悲しき口笛 ファンタジー、焦土に | 藤浦洸                           | 万城目正                       | 美空ひばり                       | 1947年 |        | 「青い山脈」の直後に移動                                 |
| 9    | 1997年6月3日   | 青い山脈 気になる民主主義実感   | 西条八十                         | 服部良一                       | 藤山一郎 奈良光枝                | 1949年 |        |                                                          |
| 10   | 1997年6月10日  | 東京ブギウギ 「戦後やなあ」     | 鈴木勝                           | 服部良一                       | 笠置シヅ子                       | 1947年 |        | 「憧れのハワイ航路」の2つ後 「青い山脈」の直前に移動     |
| 11   | 1997年6月17日  | とんがり帽子 戦災孤児の衝撃     | 菊田一夫                         | 古関裕而                       | 音羽ゆりかご会                   | 1947年 |        | 「三日月娘」の直後に移動                                 |
| 12   | 1997年6月24日  | 湯の町エレジー ギター馴染んだ   | 野村俊夫                         | 古賀政男                       | 近江俊郎                         | 1948年 |        | 「憧れのハワイ航路」の直後に移動                         |
| 13   | 1997年7月1日   | 異国の丘 尋ね人に感じたロマン   | 増田幸治                         | 吉田正                         | 竹山逸郎                         | 1948年 |        | 「三日月娘」の2つ後 「憧れのハワイ航路」の直前に移動     |
| 14   | 1997年7月8日   | かりそめの恋 心ときめいた頃     | 高橋掬太郎                       | 飯田三郎                       | 三条町子                         | 1949年 |        |                                                          |
| 15   | 1997年7月15日  | 玄海ブルース 疎開児童との別れ   | 大高ひさを                       | 長津義司                       | 田端義夫                         | 1949年 |        |                                                          |
| 16   | 1997年7月22日  | 東京キッド 夢とガムが同格       | 藤浦洸                           | 万城目正                       | 美空ひばり                       | 1950年 | [ 5 ]  |                                                          |
| 17   | 1997年7月29日  | 野球小僧 武骨な父の口笛         | 佐伯孝夫                         | 佐々木俊一                     | 灰田勝彦                         | 1951年 |        |                                                          |
| 18   | 1997年8月5日   | 白い花の咲く頃 胸にしみた       | 寺尾智沙                         | 田村しげる                     | 岡本敦郎                         | 1950年 |        |                                                          |
| 19   | 1997年8月12日  | ボタンとリボン バッテンボー     | 鈴木勝                           | J・リビングストン              | 池真理子                         | 1950年 |        |                                                          |
| 20   | 1997年8月19日  | 上海帰りのリル 迷っていた戦後   | 東条寿三郎                       | 渡久地政信                     | 津村謙                           | 1951年 |        |                                                          |
| 21   | 1997年8月26日  | 君の名は 一言はっきり言えば     | 菊田一夫                         | 古関裕而                       | 織井茂子                         | 1953年 |        |                                                          |
| 22   | 1997年9月2日   | お富さん 暗い時代に明るさ       | 山崎正                           | 渡久地政信                     | 春日八郎                         | 1954年 |        |                                                          |
| 23   | 1997年9月9日   | テネシー・ワルツ 連絡船で涙     | 和田寿三                         | P・W・キング                   | 江利チエミ                       | 1952年 |        |                                                          |
| 24   | 1997年9月16日  | カスバの女 架空でリアリティー   | 大高ひさを                       | 久我山明                       | エト邦枝                         | 1955年 |        |                                                          |
| 25   | 1997年9月30日  | ハートブレイク・ホテル          | E・プレスリー、T・ダーデンら     | E・プレスリー、T・ダーデンら   | E・プレスリー                    | 1956年 |        |                                                          |
| 26   | 1997年10月7日  | 狂った果実                      | 石原慎太郎                       | 佐藤勝                         | 石原慎太郎                       | 1956年 |        |                                                          |
| 27   | 1997年10月14日 | 野菊の如き君なりき 響く旋律     | 原作：伊藤左千夫                 | 木下忠司                       |                                  | 1955年 |        |                                                          |
| 28   | 1997年10月21日 | この世の花 一途な姿に心打たれ   | 西条八十                         | 万城目正                       | 島倉千代子                       | 1955年 |        |                                                          |
| 29   | 1997年10月28日 | 銀座の雀 憧憬の街を歩く         | 野上彰                           | 仁木多喜雄                     | 森繁久彌                         | 1955年 |        |                                                          |
| 30   | 1997年11月4日  | 有楽町で逢いましょう 心地よさ   | 佐伯孝夫                         | 吉田正                         | フランク永井                     | 1957年 |        |                                                          |
| 31   | 1997年11月11日 | 月光仮面は誰でしょう            | 川内康範                         | 小川寛興                       | 近藤よし子 キング子鳩会          | 1958年 |        |                                                          |
| 32   | 1997年11月18日 | 爪 心にしみるリアリティー       | 平岡精二                         | 平岡精二                       | ペギー葉山                       | 1959年 |        |                                                          |
| 33   | 1997年11月25日 | 黒い花びら 時代の底流の呻き     | 永六輔                           | 中村八大                       | 水原弘                           | 1959年 |        |                                                          |
| 34   | 1997年12月2日  | 北帰行 胸痛くなる青年の感傷     | 宇田博                           | 宇田博                         | 小林旭                           | 1961年 |        |                                                          |
| 35   | 1997年12月9日  | 黒いシャッポ 風に向かう男の歌   | 舛田利雄                         | 佐藤勝                         | 石原裕次郎                       | 1962年 |        |                                                          |
| 36   | 1997年12月16日 | ルイジアナ・ママ 和製ポップス   | 訳詞：漣健児                     | G・ビットニー                  | 飯田久彦                         | 1962年 |        |                                                          |
| 37   | 1998年1月6日   | スーダラ節 サラリーマン変えた   | 青島幸男                         | 萩原哲晶                       | 植木等                           | 1961年 |        |                                                          |
| 38   | 1998年1月13日  | 恋のバカンス ポップスと歌謡曲   | 岩谷時子                         | 宮川泰                         | ザ・ピーナッツ                   | 1963年 |        |                                                          |
| 39   | 1998年1月20日  | 東京五輪音頭 日本の晴れ姿注視   | 宮田隆                           | 古賀政男                       | 三波春夫                         | 1963年 |        |                                                          |
| 40   | 1998年1月27日  | 東京ブルース 祭りのあとの虚脱   | 水木かおる                       | 藤原秀行                       | 西田佐知子                       | 1964年 |        |                                                          |
| 41   | 1998年2月3日   | 上を向いて歩こう 病床での涙     | 永六輔                           | 中村八大                       | 坂本九                           | 1961年 | [ 6 ]  | 「北帰行」の直後に移動                                   |
| 42   | 1998年2月10日  | 銀座の恋の物語 眩しく夢多い街   | 大高ひさを                       | 鏑木創                         | 石原裕次郎 牧村旬子              | 1961年 |        | 「北帰行」の2つ後に移動                                  |
| 43   | 1998年2月17日  | 高校三年生 純情少年の原型       | 丘灯至夫                         | 遠藤実                         | 舟木一夫                         | 1963年 | [ 7 ]  | 「北帰行」の3つ後に移動                                  |
| 44   | 1998年2月24日  | 大学かぞえうた 学生像           | 補作：浜口庫之助                 | 採譜：中田三孝など             | 守屋浩                           | 1962年 |        | 「北帰行」の4つ後 「黒いシャッポ」の直前に移動           |
| 45   | 1998年3月3日   | おんなの宿 新しい時代に情緒     | 星野哲郎                         | 船村徹                         | 大下八郎                         | 1964年 |        | 「東京五輪音頭」の直後に移動                             |
| 46   | 1998年3月10日  | 花はどこへ行った 抵抗の歌       | 安井かずみ                       | P・シーガー                    | 園まり                           | 1965年 |        |                                                          |
| 47   | 1998年3月17日  | 柔 威圧感増す「女王」ひばり     | 関沢新一                         | 古賀政男                       | 美空ひばり                       | 1965年 |        |                                                          |
| 48   | 1998年3月24日  | 君といつまでも 映えた若者像     | 岩谷時子                         | 弾厚作                         | 加山雄三                         | 1966年 |        |                                                          |
| 49   | 1998年3月31日  | バラが咲いた 音楽が若者に       | 浜口庫之助                       | 浜口庫之助                     | マイク真木                       | 1966年 |        |                                                          |
| 50   | 1998年4月7日   | 女のためいき 幸福感に冷水       | 吉川静夫                         | 猪俣公章                       | 森進一                           | 1966年 |        |                                                          |
| 51   | 1998年4月14日  | 帰って来たヨッパライ            | ザ・フォーク・パロディ・ギャング | 加藤和彦                       | ザ・フォーク・クルセダーズ       | 1967年 |        |                                                          |
| 52   | 1998年4月21日  | 夜霧よ今夜もありがとう          | 浜口庫之助                       | 浜口庫之助                     | 石原裕次郎                       | 1967年 |        |                                                          |
| 53   | 1998年4月28日  | 恋の季節 都市型日本に似合う歌   | 岩谷時子                         | いずみたく                     | ピンキーとキラーズ               | 1968年 |        |                                                          |
| 54   | 1998年5月12日  | 朝まで待てない 作詞家意識した   | 阿久悠                           | 村井邦彦                       | ザ・モップス                     | 1967年 | [ 8 ]  |                                                          |
| 55   | 1998年4月7日   | ブルーライト・ヨコハマ          | 橋本淳                           | 筒美京平                       | いしだあゆみ                     | 1968年 |        |                                                          |
| 56   | 1998年5月26日  | 夜と朝のあいだに                | なかにし礼                       | 村井邦彦                       | ピーター                         | 1969年 |        |                                                          |
| 57   | 1998年6月2日   | 時には母のない子のように        | 寺山修司                         | 田中未知                       | カルメン・マキ                   | 1969年 |        |                                                          |
| 58   | 1998年6月9日   | 白い蝶のサンバ 乾いた世界構築   | 阿久悠                           | 井上かつお                     | 森山加代子                       | 1970年 |        |                                                          |
| 59   | 1998年6月16日  | 圭子の夢は夜ひらく              | 石坂まさを                       | 曽根幸明                       | 藤圭子                           | 1970年 |        |                                                          |
| 60   | 1998年6月23日  | 男と女のお話 潜む暗さ           | 久仁京介                         | 水島正和                       | 日吉ミミ                         | 1970年 |        |                                                          |
| 61   | 1998年6月30日  | ざんげの値打ちもない            | 阿久悠                           | 村井邦彦                       | 北原ミレイ                       | 1970年 |        |                                                          |
| 62   | 1998年7月7日   | わたしの城下町 ミスマッチ       | 安井かずみ                       | 平尾昌晃                       | 小柳ルミ子                       | 1971年 |        |                                                          |
| 63   | 1998年7月14日  | 傷だらけの人生 古い奴の怒り     | 藤田まさと                       | 吉田正                         | 鶴田浩二                         | 1970年 |        |                                                          |
| 64   | 1998年7月21日  | また逢う日まで 三度目で大賞     | 阿久悠                           | 筒美京平                       | 尾崎紀世彦                       | 1971年 |        | 「わたしの城下町」の直後に移動                           |
| 65   | 1998年7月28日  | ピンポンパン体操 エネルギー     | 阿久悠                           | 小林亜星                       | 杉並児童合唱団                   | 1971年 |        | 「わたしの城下町」の2つ後 「傷だらけの人生」の直前に移動 |
| 66   | 1998年8月4日   | 結婚しようよ フォーク認知       | 吉田拓郎                         | 吉田拓郎                       | 吉田拓郎                         | 1972年 |        |                                                          |
| 67   | 1998年8月11日  | ひとりじゃないの 男の子が熱狂   | 小谷夏                           | 森田公一                       | 天地真理                         | 1972年 |        |                                                          |
| 68   | 1998年8月18日  | 学生街の喫茶店 大学周辺の文化   | 山上路夫                         | すぎやまこういち               | ガロ                             | 1972年 |        |                                                          |
| 69   | 1998年8月25日  | あの鐘を鳴らすのはあなた        | 阿久悠                           | 森田公一                       | 和田アキ子                       | 1972年 |        |                                                          |
| 70   | 1998年9月1日   | 神田川 怖いほどのやさしさ共感   | 喜多条忠                         | 南こうせつ                     | かぐや姫                         | 1973年 |        |                                                          |
| 71   | 1998年9月8日   | ジョニイへの伝言 日本人離れ     | 阿久悠                           | 都倉俊一                       | ペドロ&カプリシャス              | 1973年 |        |                                                          |
| 72   | 1998年9月22日  | なみだの操 自立する女への本心   | 千家和也                         | 彩木雅夫                       | 殿さまキングス                   | 1973年 |        |                                                          |
| 73   | 1998年9月29日  | あなた 若者の自作に時代の暗示   | 小坂明子                         | 小坂明子                       | 小坂明子                         | 1973年 |        |                                                          |
| 74   | 1998年10月6日  | 昭和枯れすすき 時代の暗さ       | 山田孝雄                         | むつひろし                     | さくらと一郎                     | 1974年 |        |                                                          |
| 75   | 1998年10月13日 | ひと夏の経験 透明な妖気の兆し   | 千家和也                         | 都倉俊一                       | 山口百恵                         | 1974年 |        |                                                          |
| 76   | 1998年10月20日 | 宇宙戦艦ヤマト シラケ世代へ     | 阿久悠                           | 宮川泰                         | ささきいさお                     | 1974年 |        |                                                          |
| 77   | 1998年10月27日 | 港のヨーコ・ヨコハマ・ヨコスカ  | 阿木燿子                         | 宇崎竜童                       | ダウン・タウン・ブギウギ・バンド | 1975年 |        |                                                          |
| 78   | 1998年11月10日 | 時の過ぎゆくままに 渇いた愛     | 阿久悠                           | 大野克夫                       | 沢田研二                         | 1975年 |        |                                                          |
| 79   | 1998年9月1日   | 『いちご白書』をもう一度        | 荒井由実                         | 荒井由実                       | バンバン                         | 1975年 |        |                                                          |
| 80   | 1998年11月24日 | およげ!たいやきくん             | 高田ひろお                       | 佐瀬寿一                       | 子門真人                         | 1975年 |        |                                                          |
| 81   | 1998年12月1日  | 乳母車 日常的感性で描く青春     | 阿久悠                           | 森田公一                       | 森田公一とトップギャラン         | 1975年 |        |                                                          |
| 82   | 1998年11月24日 | 北の宿から 実は、強い女性       | 阿久悠                           | 小林亜星                       | 都はるみ                         | 1975年 |        |                                                          |
| 83   | 1998年12月15日 | ペッパー警部 イメージの世界     | 阿久悠                           | 都倉俊一                       | ピンク・レディー                 | 1976年 |        |                                                          |
| 84   | 1998年12月22日 | 津軽海峡・冬景色                | 阿久悠                           | 三木たかし                     | 石川さゆり                       | 1976年 |        |                                                          |
| 85   | 1999年1月5日   | みかん 頬染めた若き日の女優     | 阿久悠                           | 大野克夫                       | 大竹しのぶ                       | 1976年 |        |                                                          |
| 86   | 1999年1月12日  | 気まぐれヴィーナス 光る個性     | 阿久悠                           | 森田公一                       | 桜田淳子                         | 1977年 |        |                                                          |
| 87   | 1999年1月19日  | 思秋期 少女から女へ揺れる心     | 阿久悠                           | 三木たかし                     | 岩崎宏美                         | 1977年 |        |                                                          |
| 88   | 1999年2月2日   | サムライ やせがまん             | 阿久悠                           | 大野克夫                       | 沢田研二                         | 1978年 |        |                                                          |
| 89   | 1999年2月9日   | サウスポー 作り直しで登場       | 阿久悠                           | 都倉俊一                       | ピンク・レディー                 | 1978年 |        |                                                          |
| 90   | 1999年2月16日  | 舟唄 ひばりイメージした教材     | 阿久悠                           | 浜圭介                         | 八代亜紀                         | 1979年 | [ 9 ]  |                                                          |
| 91   | 1999年2月23日  | いい日旅立ち 動じない風格       | 谷村新司                         | 谷村新司                       | 山口百恵                         | 1978年 |        |                                                          |
| 92   | 1999年3月2日   | もしもピアノが弾けたなら        | 阿久悠                           | 坂田晃一                       | 西田敏行                         | 1981年 |        |                                                          |
| 93   | 1999年3月9日   | 矢切の渡し 演歌のメルヘン       | 石本美由起                       | 船村徹                         | 細川たかし                       | 1983年 |        |                                                          |
| 94   | 1999年3月16日  | お嬢さん乾杯 歌でよみがえる     | 松竹映画「お嬢さん乾杯」主題歌   | 松竹映画「お嬢さん乾杯」主題歌 | 松竹映画「お嬢さん乾杯」主題歌   | 1946年 |        |                                                          |
| 95   | 1999年3月23日  | 居酒屋 カラオケで愛された       | 阿久悠                           | 大野克夫                       | 木の実ナナ 五木ひろし            | 1982年 |        |                                                          |
| 96   | 1999年3月30日  | イン・ザ・ムード 時代の楽園     |                                  | J・ガーランド                  | グレン・ミラー楽団               | 1939年 |        |                                                          |
| 97   | 1999年4月6日   | 六甲おろし 優勝で大ブレーク     | 佐藤惣之助                       | 古関裕而                       | 阪神球団                         | 1936年 |        |                                                          |
| 98   | 1999年4月13日  | 熱き心に 銀幕スター             | 阿久悠                           | 大滝詠一                       | 小林旭                           | 1985年 |        |                                                          |
| 99   | 1999年4月20日  | 時代おくれ バブルの中で         | 阿久悠                           | 森田公一                       | 河島英五                         | 1986年 | [ 10 ] |                                                          |
| 100  | 1999年4月27日  | 川の流れのように                | 秋元康                           | 見岳章                         | 美空ひばり                       | 1989年 |        |                                                          |